# Jean-Marie Collot d'Herbois
Jean-Marie Collot d'Herbois,  född 19 juni 1749, död 8 juni 1796, var en fransk revolutionär, skådespelare, dramatiker och politiker.
I sin ungdom var Collot d'Herbois skådespelare, och spelade under franska revolutionens första år en viktig roll som politisk författare. Som så många andra av skräckväldets anhängare visade han vid den här tiden en viss moderation, och vann med Almanach du père Gérard, där den konstitutionella monarkin prisas och Ludvig XVI omnämndes med aktning, jakobinklubbens pris i en utlyst tävlan om den bästa "patriotiska" almanackan. Han kom dock att radikaliseras, och när han 1792 invaldes i parlamentet var han republikan och tillhörde "berget". Han deltog i utarbetandet av 1793 års författning och visade som konventets delegat i Lyon stor hårdhet under massavrättningarna av de rojalistiskt sinnade invånarna. 1793 invaldes han i välfärdsutskottet och framträdde som försvarare av skräckväldet. 1794 deltog han i attacken mot Maximilien de Robespierre, främst för att han ansåg honom för moderat. Efter Robespierres fall var Collot d'Herbois ledare för thermidoristernas vänstra flygel men avgick inom kort ur välfärdsutskottet, anklagades av konventet för sin tidigare politik och deporterades 1796 till Cayenne, där han avled.